# Liste der Nummer-eins-Hits in Dänemark (1994)
Diese Liste enthält alle Nummer-eins-Hits in Dänemark im Jahr 1994. Es gab in diesem Jahr acht nachgewiesene Nummer-eins-Singles.

## Singles
| ← 1993 ← | Liste der Nummer-eins-Hits in Dänemark | Liste der Nummer-eins-Hits in Dänemark | Liste der Nummer-eins-Hits in Dänemark | 1995 →                                   |
| \| Zeitraum \| Wo. ges. \| Interpret \| Titel Autor(en) \| Zusätzliche Informationen \| \| (Zeitraum, Wochen auf Platz eins, Interpret, Titel, Autor[en], zusätzliche Informationen) \| \| \| \| \| \| ----------------------------------------------------------------------------------------- \| -------- \| -------------------------------- \| -------------------------------------------------------------------------------------------------------------------------------------------- \| ---------------------------------------- \| \| 11. Dezember 1993 – 7. Januar 1994 4 Wochen (insgesamt 5) \| 5 \| Ace of Base \| The Sign Musik: Ulf Gunnar Ekberg, Malin Sofia Katarina Berggren, Jonas Petter Berggren, Jenny Cecilia Berggren; Text: Jonas Petter Berggren \| – \| \| 8. Januar 1994 – 25. März 1994 11 Wochen (insgesamt 12) \| 12 \| Bryan Adams, Rod Stewart & Sting \| All for Love Bryan Adams, Robert John Lange, Michael Arnold Kamen \| – \| \| 26. März 1994 – 1. April 1994 1 Woche (insgesamt 2) \| 2 \| Dr. Alban \| Look Who’s Talking Dr Alban, Kofi Bentsi-Enshill, Ebenezer Thompson, Denniz PoP \| – \| \| 2. April 1994 – 8. April 1994 1 Woche (insgesamt 12) \| 12 \| Bryan Adams, Rod Stewart & Sting \| All for Love Bryan Adams, Robert John Lange, Michael Arnold Kamen \| – \| \| 7. April 1994 – 16. April 1994 1 Woche (insgesamt 2) \| 2 \| Dr. Alban \| Look Who’s Talking Dr Alban, Kofi Bentsi-Enshill, Ebenezer Thompson, Denniz PoP \| – \| \| 17. April 1994 – 10. Juni 1994 8 Wochen \| 8 \| Prince \| The Most Beautiful Girl in the World Prince \| – \| \| 11. Juni 1994 – 17. Juni 1994 1 Woche \| 1 \| Crash Test Dummies \| Mmm Mmm Mmm Mmm Bradley Kenneth Roberts \| – \| \| 18. Juni 1994 – 5. August 1994 7 Wochen \| 7 \| Manchester United Football Squad \| Come On You Reds \| – \| \| 6. August 1994 – 26. August 1994 3 Wochen \| 3 \| Big Mountain \| Baby, I Love Your Way Peter Frampton \| Im Original von Peter Frampton. \| \| 27. August 1994 – 23. September 1994 4 Wochen (insgesamt 5) \| 5 \| Wet Wet Wet \| Love Is All Around Reg Presley \| Im Original von The Troggs. \| \| 24. September 1994 – 30. September 1994 1 Woche \| 1 \| All-4-One \| I Swear Frank Joseph Myers, Gary B. Baker \| Im Original von John Michael Montgomery. \| \| 1. Oktober 1994 – 7. Oktober 1994 1 Woche (insgesamt 5) \| 5 \| Wet Wet Wet \| Love Is All Around Reg Presley \| – \| \| 8. Oktober 1994 – 6. Januar 1995 13 Wochen \| 13 \| Rednex \| Cotton Eye Joe Trad.; Bearbeiter: Patric Robert Edenberg, Örjan Kjell Öberg, Christer Jan Ericsson \| – \| |                                        |                                        | |                                          |
| ← 1993 |                                        |                                        | | → 1995 →                                 |
| Zeitraum | Wo. ges.                               | Interpret                              | Titel Autor(en) | Zusätzliche Informationen                |
| (Zeitraum, Wochen auf Platz eins, Interpret, Titel, Autor[en], zusätzliche Informationen) |                                        |                                        | |                                          |
| 11. Dezember 1993 – 7. Januar 1994 4 Wochen (insgesamt 5) | 5                                      | Ace of Base                            | The Sign Musik: Ulf Gunnar Ekberg, Malin Sofia Katarina Berggren, Jonas Petter Berggren, Jenny Cecilia Berggren; Text: Jonas Petter Berggren | –                                        |
| 8. Januar 1994 – 25. März 1994 11 Wochen (insgesamt 12) | 12                                     | Bryan Adams, Rod Stewart & Sting       | All for Love Bryan Adams, Robert John Lange, Michael Arnold Kamen                                                                            | –                                        |
| 26. März 1994 – 1. April 1994 1 Woche (insgesamt 2) | 2                                      | Dr. Alban                              | Look Who’s Talking Dr Alban, Kofi Bentsi-Enshill, Ebenezer Thompson, Denniz PoP                                                              | –                                        |
| 2. April 1994 – 8. April 1994 1 Woche (insgesamt 12) | 12                                     | Bryan Adams, Rod Stewart & Sting       | All for Love Bryan Adams, Robert John Lange, Michael Arnold Kamen                                                                            | –                                        |
| 7. April 1994 – 16. April 1994 1 Woche (insgesamt 2) | 2                                      | Dr. Alban                              | Look Who’s Talking Dr Alban, Kofi Bentsi-Enshill, Ebenezer Thompson, Denniz PoP                                                              | –                                        |
| 17. April 1994 – 10. Juni 1994 8 Wochen | 8                                      | Prince                                 | The Most Beautiful Girl in the World Prince                                                                                                  | –                                        |
| 11. Juni 1994 – 17. Juni 1994 1 Woche | 1                                      | Crash Test Dummies                     | Mmm Mmm Mmm Mmm Bradley Kenneth Roberts | –                                        |
| 18. Juni 1994 – 5. August 1994 7 Wochen | 7                                      | Manchester United Football Squad       | Come On You Reds | –                                        |
| 6. August 1994 – 26. August 1994 3 Wochen | 3                                      | Big Mountain                           | Baby, I Love Your Way Peter Frampton | Im Original von Peter Frampton.          |
| 27. August 1994 – 23. September 1994 4 Wochen (insgesamt 5) | 5                                      | Wet Wet Wet                            | Love Is All Around Reg Presley | Im Original von The Troggs.              |
| 24. September 1994 – 30. September 1994 1 Woche | 1                                      | All-4-One                              | I Swear Frank Joseph Myers, Gary B. Baker | Im Original von John Michael Montgomery. |
| 1. Oktober 1994 – 7. Oktober 1994 1 Woche (insgesamt 5) | 5                                      | Wet Wet Wet                            | Love Is All Around Reg Presley | –                                        |
| 8. Oktober 1994 – 6. Januar 1995 13 Wochen | 13                                     | Rednex                                 | Cotton Eye Joe Trad.; Bearbeiter: Patric Robert Edenberg, Örjan Kjell Öberg, Christer Jan Ericsson                                           | –                                        |